# Volkovce
Volkovce (in ungherese Valkóc) è un comune della Slovacchia facente parte del distretto di Zlaté Moravce, nella regione di Nitra.